# Coelogyne lycastoides
Coelogyne lycastoides là một loài thực vật có hoa trong họ Lan. Loài này được F.Muell. & Kraenzl. mô tả khoa học đầu tiên năm 1895.